# Rhizocarpon plicatile
Rhizocarpon plicatile är en lavart som först beskrevs av Leight., och fick sitt nu gällande namn av A. L. Sm. Rhizocarpon plicatile ingår i släktet Rhizocarpon och familjen Rhizocarpaceae.   Inga underarter finns listade i Catalogue of Life.
I den svenska databasen Dyntaxa används istället namnet Rhizocarpon rubescens för samma taxon.  Arten är reproducerande i Sverige.